# Cimofane

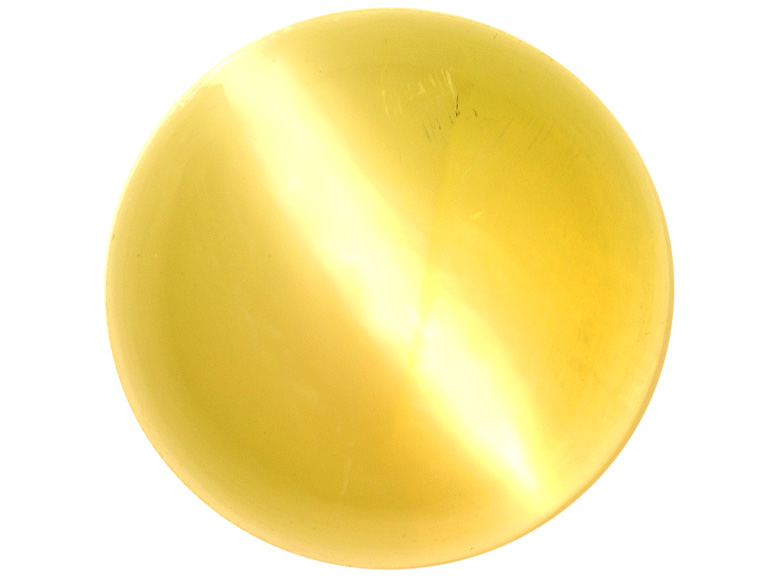
Cimofane

Il cimòfane o occhio di gatto è una varietà di crisoberillo che può avere differenti colorazioni, dal verde al giallo e grigio. Il suo nome deriva dal greco κῦμα, onda e φαίνω, mostrare, ossia "che mostra delle onde", con riferimento al fenomeno del gatteggiamento, tipico di questa pietra. 

## Sheen occhio di gatto

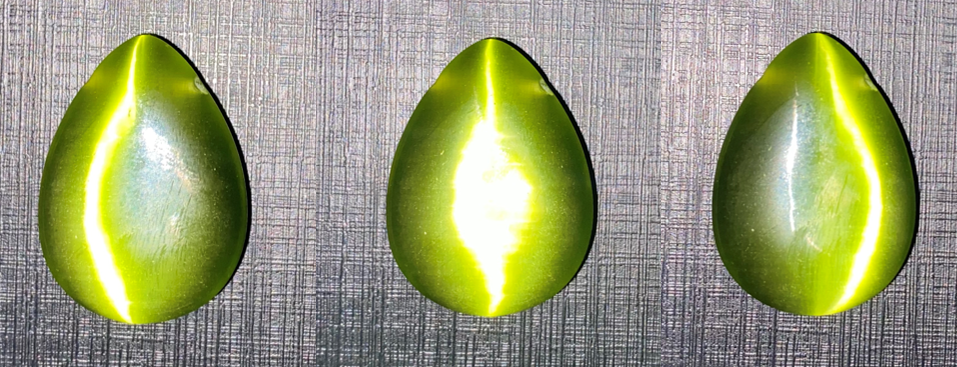
Esemplare di cimofane con gatteggiamento

L'effetto ottico caratteristico del Cimofane, noto anche come Occhio di Gatto è il gatteggiamento, avviene per il passaggio di un raggio luminoso, che attraversando il campione interagisce con fibre aghiformi orientate parallelamente, molto sottili o con finissimi canaletti vuoti e paralleli, generando una stria gatteggiante, che ricorda appunto l'occhio di un gatto.  Tale fenomeno è presente anche in altri cristalli come alcuni quarzi (l'"occhio di tigre").
Da notare che la denominazione "occhio di gatto" si riferisce sempre al cimòfane mentre varietà di altre specie mineralogiche, che esibiscono analoghi effetti di gatteggiamento, sono denominate "occhio di gatto" con l'aggiunta della specifica della specie (es.: quarzo occhio di gatto).

## Utilizzi
Viene impiegato in gioielleria. Il suo taglio classico è quello cabochon tondo od ovale, per evidenziare il particolare effetto visivo che si crea. Gli esemplari color giallo oro che presentano gatteggiamento sono i campioni maggiormente apprezzati sul mercato.